# 北条晶
北条 晶（ほうじょう あきら、12月30日 - ）は、日本の漫画家、イラストレーター。東京都出身。

## 概要
高校在学中の『花とゆめ』（白泉社）への投稿などを経て、『日経WinPC』（日経BP社）掲載の「WinP's」にて商業誌デビュー。
当初はアンソロジー作品やストーリー漫画、挿絵イラストなどの執筆を中心としていたが、2005年からは4コマ漫画にも進出し、双葉社刊の萌え4コマ雑誌『もえよん』で4コマ漫画デビュー。芳文社、竹書房の4コマ誌やフィギュア専門誌の連載、Web4コマ漫画サイトでの執筆、自身の体験による自転車エッセイコミックや、サイクルイベントのサイトにおける漫画掲載など、活躍の場を広げている。
昨今流行中の萌え系4コマの絵柄でファミリー向け4コマの流れを踏襲するハートフルなストーリーを描く4コマ作品を中心に発表しており、萌え系作品に特化した構成を取っている『まんがライフWIN』では魔法使いを題材としたファンタジー系4コマ作品を発表している。

## 作品リスト

### 連載中
- 北条晶のフィギュア日和。（レプリカント）
- しーちゃんとトラ先輩の配達日誌 (シースリートランスポーター)

### 連載終了
- 自転車女子、はじめました（ゆるっとcafe、2011年5月16日 - 2012年10月23日）単行本全1巻
- やねうらの彼女（まんがライフ、2011年4月号、8月号 - 10月号ゲスト、2012年1月号 - 2013年11月号）単行本全1巻
- スーパー探偵!（まんがタイムスペシャル、2010年2 - 4月号ゲスト、5月号 - 9月号）
- 2-Aの魔法使い（まんがライフWIN、2009年5月29日 - 2011年7月12日）
- (仮)アイドル!（まんがタイムオリジナル、2009年6 - 7月号ゲストの「夢見る☆こひつじ」を改題、2009年9月号 - 2010年11月号）
- はっぴぃママレード。（まんがタイムファミリー、2007年3月号 - 2010年3月号、まんがタイムスペシャル、2007年7月号 - 2010年1月号）単行本既刊1-2巻
- お父さんは年下♥（まんがライフ、2006年6月号ゲスト・11月号ゲスト、2007年2月号 - 2011年2月号、まんがライフMOMO、2007年4月号ゲスト・6月号 - 2011年2月号、2誌同時連載）単行本全3巻
- 眠らぬ森の姫さまたち（もえよん）